# Santa Eugènia de Goberna
Santa Eugènia de Goberna és una església del municipi de Sant Mateu de Bages (Bages) inclosa en l'Inventari del Patrimoni Arquitectònic de Catalunya.

## Descripció
És una església de nau rectangular, sense absis, situada al peu del camí de la masia de Goberna (Castelltallat). Orientada a sol ixent, té l'entrada als peus de la nau, la qual està quelcom desplaçada. Té campanar d'espadanya simple.

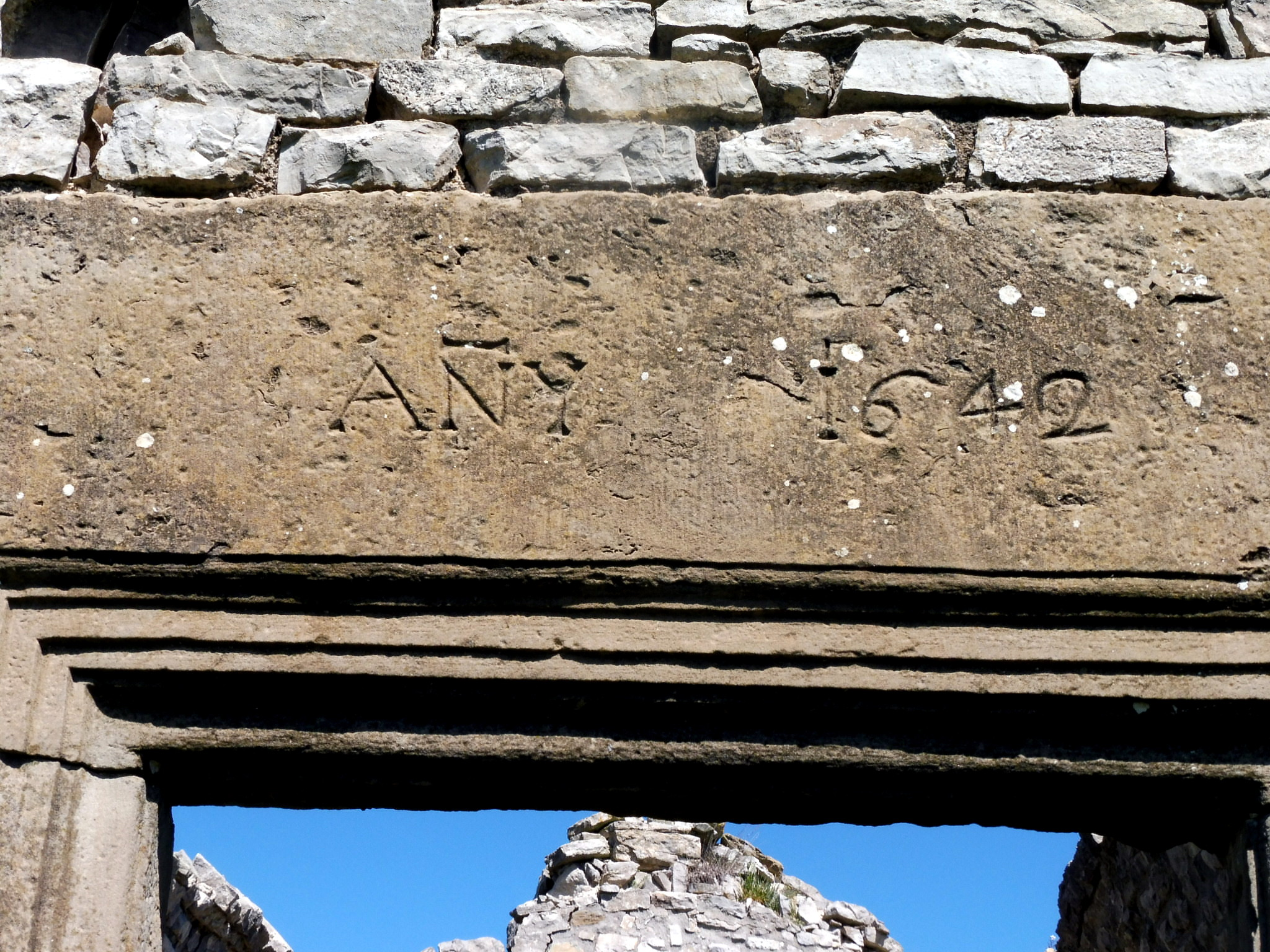
Llinda del portal

 El portal de llinda està datat l'any 1642.
Presenta un estat bastant lamentable; les escletxes són apreciables en la façana i l'interior està arrebossat mentre que el sostre està recorregut per un tirant que aguanta la paret del cap de la nau per evitar un esfondrament. Grans carreus de pedra de mides desiguals.
L'església va ser construïda en substitució d'una altra capella existent a la propietat, la qual era d'estil romànic, i que s'havia destruït.